# Hiroto Mogi
Hiroto Mogi (茂木弘人?, Mogi Hiroto; Fukushima, 2 marzo 1984) è un ex calciatore giapponese, di ruolo difensore o attaccante.

## Carriera
Inizia la carriera nel Sanfrecce Hiroshima, ove rimane sino al 2005, quando viene ingaggiato dal Vissel Kobe, società in cui incappa in una retrocessione in cadetteria al termine della J. League Division 1 2012 per fare immediato ritorno, la stagione seguente, in massima serie.